# 肥薩線列車退行事故
肥薩線列車退行事故（ひさつせんれっしゃたいこうじこ）は、第二次世界大戦（太平洋戦争・大東亜戦争）終戦直後の1945年（昭和20年）8月22日に肥薩線で発生した、列車退行及び乗客轢死事故である。

## 背景
1945年（昭和20年）8月15日の終戦に伴い、本土決戦のために南九州に駐屯していた部隊に所属する兵士は、兵役を解かれて復員することとなった。鹿児島県鹿屋市や姶良郡、宮崎県都城市方面に駐屯していた約3万人の兵士も、復員のために肥薩線の吉松駅に集結し、駅周辺の民家や公会堂に宿泊しながら、帰郷のために運行される列車を待っていた。しかし、終戦前後の混乱や空襲による車両や線路など鉄道インフラの破壊、燃料である石炭の品質悪化、熟練機関士や物資の不足による整備不良などにより、列車の本数・便数ともに少なかった。不足する列車に乗客は客車の座席のみではなく、客車の通路や屋根、さらに客車を牽引する機関車の前面にも鈴なりに乗車しており、牽引能力が低下した機関車のさらなる負担となっていた。
肥薩線の吉松駅と真幸駅間には、「魔のトンネル」と呼ばれる第二山ノ神トンネルがあった。第二山ノ神トンネルは、吉松駅から続く1,000分の25の上り勾配がS字カーブとなっている難所で、熱量の低い粗悪な石炭で走る蒸気機関車に大きな負担となっていた。

## 事故
8月22日正午過ぎごろ、D51形蒸気機関車2両（1両牽引、もう1両が後押し）に客車5両、貨車8両編成の上り人吉方面行き復員列車が第二山ノ神トンネルにさしかかった。しかし列車は勾配を登り切れず、先頭の本務機はトンネルから出たものの、排煙の充満するトンネルの中で客車や後補機が立往生してしまった。品質の悪い石炭の影響で、トンネル内には黒い排煙が充満し、排煙を逃れようと線路に降りた乗客は次々とトンネル内を入口へ歩き始めた。
そこへ突如、列車が後退し始めた。貨車には当然車内放送設備がないため車掌から注意を喚起できず、また後補機の乗員も排煙にむせ返って指示を出せない状態だった。待避場所も照明も無い上に排煙が充満したトンネル内で、線路上を歩いていた乗客は次々と列車に轢かれた。
非常事態を告げる機関車の汽笛を聞いた地元住民や真幸、吉松の警防団が第二山ノ神トンネルに向かったが、トンネル内は排煙で黒くなった遺体やその破片、生存者のうめき声が響く惨状だった。この事故で、49名が死亡した。

## 影響
故郷を目前に命を絶たれた復員兵の霊のために、事故の翌年から地元住民による慰霊祭が毎年8月22日に行われている。第二山ノ神トンネルの真幸側出口には、十七回忌に当たる1961年（昭和36年）8月22日に慰霊碑が建立された。
2019年現在、同区間を走る観光列車「いさぶろう・しんぺい」の車内では、現場付近の案内放送でこの事故についての説明が行われている。
作家の鶴ケ野勉は、この事故を題材の一つに小説『中央構造線』（鉱脈社 2013年 ISBN 978-4860614867）を発表している。